# Catacombe

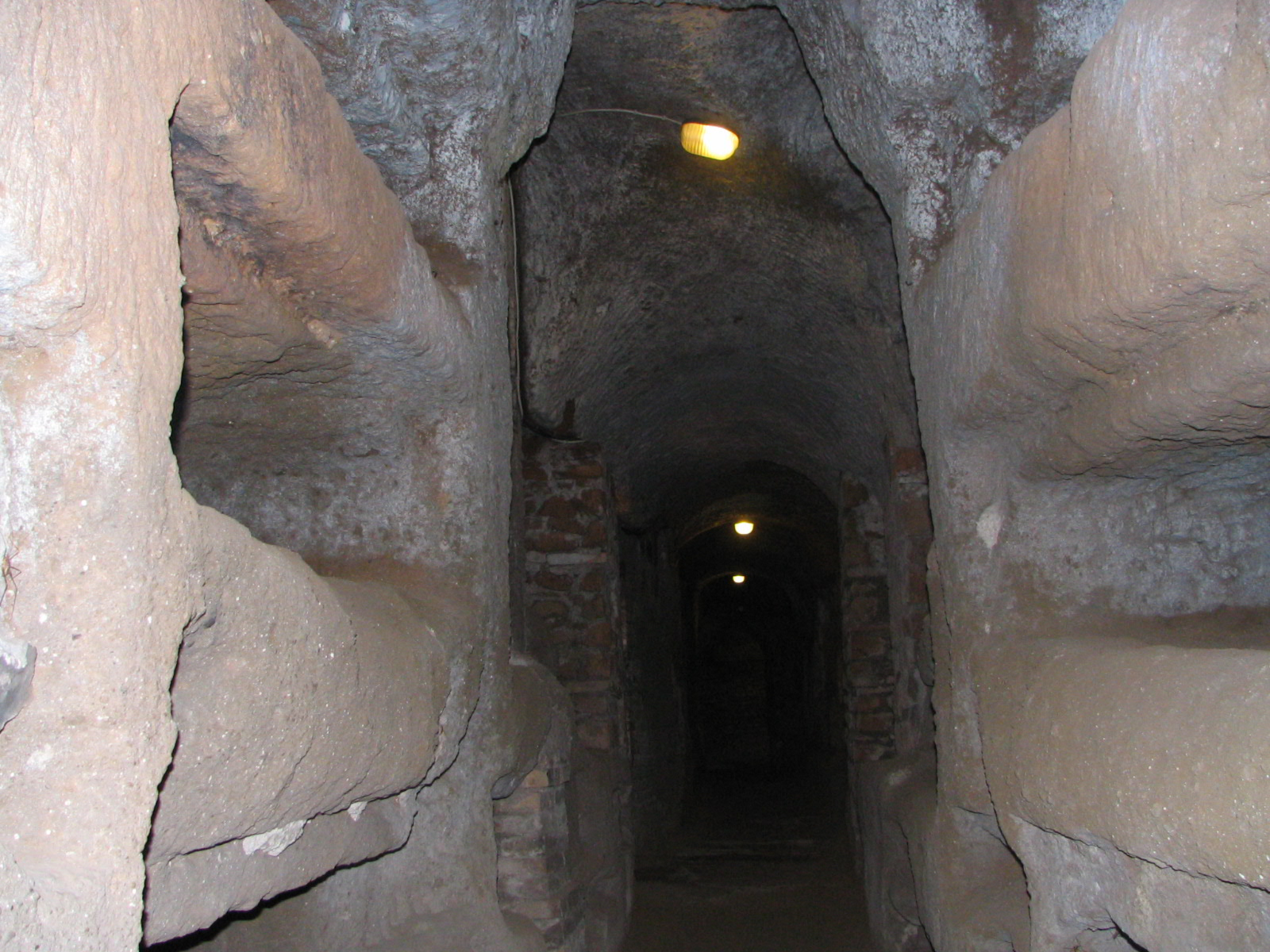
Le catacombe di san Callisto a Roma

Le catacombe sono dei cimiteri antichi. Sono solitamente scavate in rocce facilmente lavorabili e possono avere anche più livelli, con profondità che arrivano fino a 30 metri.
La parola deriva dal latino catacumba, ma l'etimologia è incerta: si pensa derivi dalla locuzione greca κατά κυμβής (katá kymbḗs) o κατά κύμβας (katá kýmbas), direttamente o attraverso la voce latina cumba, espressione traducibile come 'presso' o 'sotto la cavità'.
Le più celebri sono quelle cristiane, anche se ne esistono esempi legati ad altre religioni: ne esistono anche di fenicie e pagane; già gli etruschi e gli ebrei usavano seppellire i loro morti in camere sotterranee. I cristiani ricrearono tale pratica di inumazione, abbandonando, per la fede nella resurrezione dei corpi, l'uso della cremazione pagana.
All'inizio si mantennero principalmente le usanze funerarie pagane, come è provato dal cimitero precristiano dell'antica Anzio. Il sepolcro si trova quasi sempre all'esterno della città, poiché le Leggi delle XII tavole prescrivevano che hominem mortuum in urbe neve sepelito neve urito ("Non si seppellisca né si cremi nessun cadavere in città"). Ma i cimiteri (il cui termine deriva dal greco κοιμητήριον [koimētérion], quindi dal verbo κοιμάω [koimáō], ossia "dormire", "riposare", oppure dal latino accubitorium, dal verbo accumbere per "giacere") per i cristiani sono luoghi dell'attesa della resurrezione. Inoltre, alcune usanze e credenze, sostenevano che l'affresco vicino alle catacombe era come fare un omaggio a Dio, in modo che il morto abbia una bella vita nell'aldilà.
Il nome "locus ad catacumbas" era una località situata in un avvallamento presso la via Appia; gli studiosi non sono però concordi sul luogo che questo termine latino indicava.
Secondo alcuni usava indicare una depressione posta di fronte al Circo di Massenzio, fra le due colline dove oggi si trovano le catacombe di San Callisto e il mausoleo di Cecilia Metella, e passò poi a indicare il cimitero stesso; secondo altri l'avvallamento era quello dove oggi si trovano le catacombe di San Sebastiano.; in ogni caso la distanza tra le due localizzazioni è, al massimo, di un centinaio di metri.

## Cimiteri

### Descrizione generale
Le catacombe sono poste sempre al di fuori della città, in quanto la sepoltura urbana era vietata dalla legge romana per motivi religiosi e di igiene. I terreni sulle quali erano costruite appartenevano a privati o a collegi funerari. Sono generalmente costituite da lunghe gallerie strette e basse dette ambulacri, dai sette a trenta metri sotto la superficie, di circa 2,5 m di altezza e di larghezza e intercomunicanti ai vari livelli tramite ripidi scalini.
Nelle pareti degli ambulacri sono scavate le tombe, dette loculi che avevano un'altezza di 40–60 cm ed una lunghezza variabile dai 120 ai 150 cm; questi ultimi erano vere e proprie camere di pietra che accoglievano i corpi avvolti in lenzuoli di lino oppure posti in sarcofagi di pietra. Gli ambulacri potevano essere intervallati, oltre che con i loculi più comuni, anche con i cubicoli, piccoli ambienti destinati ad ospitare le tombe di una famiglia o associazione, e con le cripte, contenenti solitamente la tomba di un martire; inoltre si possono trovare anche tombe sormontate da un arco, dette arcosoli e destinate ai nobili, ai martiri e ai Papi.

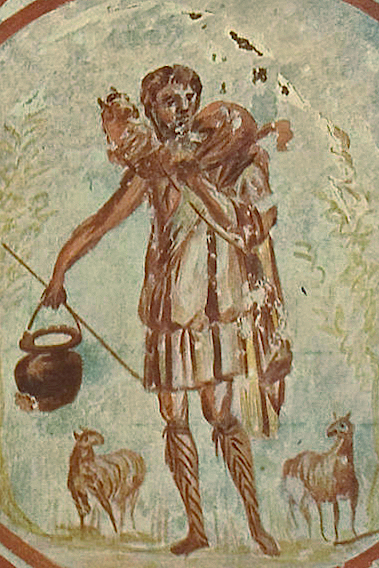
Affresco del Buon Pastore, Catacombe di San Callisto a Roma.

La luce e l'aria filtravano attraverso dei pozzi verticali quadrati, chiamati lucernari. La tomba veniva successivamente chiusa ponendo della malta e una lastra di marmo o delle tegole di terracotta, sulle quali veniva inciso spesso il nome del defunto, l'età e la data di morte; spesso a tali informazioni veniva aggiunta un'epigrafe religiosa o simbolica. Lo studio di tali epigrafi riveste un'importanza capitale.

### Sopra terra
I primi cristiani si seppellivano comunemente nei cimiteri pagani, anche se questi non sono totalmente identificabili fino alla prima metà del II secolo. Il cimitero sopra terra, o subdiale, occupava un'area ben definita e recintata: questa poteva avere diversi nomi, fra i quali area, area christianorum, o τóπος (topos) in modo generico. Altre volte, se la zona era coltivata a giardino, era definita come hortus, agellus, κῆπος (kêpos); il cepotaphium (κῆπος + ταφή [taphé], tomba) era invece l'orto che circondava il monumento funerario, indicando poi tutto il resto della costruzione.
Solitamente vi era un unico custode e fossore, per un'area indubbiamente modesta. Di regola i corpi erano orientati, particolarmente ad est. Il sarcofago era una tomba più lussuosa e conservativa, e poteva essere realizzato in pietra, in marmo, in terracotta, e raramente in piombo, meno comune. Molto diffuso invece, di origini puniche, era un sepolcro realizzato con delle anfore. Per utilizzare lo spazio nella maniera migliore si costruivano anche tombe a pozzo chiamate forma. Le tombe più semplici potevano dunque essere il sarcofago, che costituiva la forma più evoluta, oppure un monolito a foggia di sarcofago, con un manufatto protettivo, a cappuccina se in muratura, oppure a mensa, con una lastra piana semicircolare.

### Sotto terra
In epoca apostolica le necropoli dei cristiani si distinsero per l'uso dell'inumazione e per alcuni simboli caratteristici, mentre in età post-apostolica le comunità crebbero e grazie ai patrizi si organizzarono pubblicamente. In seguito, per poter far fronte anche ad un diffuso problema di spazio, si passò dalla sepoltura subdiale a quella sotterranea considerando che la vera e propria attività d'aggregazione avveniva nel titulus, una sorta di area parrocchiale o nella domus ecclesiae la casa dell'assemblea, messa spesso a disposizione da famiglie abbienti.
Inizialmente si utilizzarono cave abbandonate, differenziate da tufo granulare (le cui catacombe si caratterizzano per il tracciato irregolare e le gallerie larghe) o solido (con gallerie strette, più regolari e verticali). Il primo elemento di ogni catacomba è sempre una scala d'accesso (detta scala, descensus, o altre volte catabaticum), saltuarialmente affiancate da altre strutture per l'accesso dei pellegrini, come l'introitus ad martyres dal IV secolo. Le gallerie furono chiamate cryptae, indicando poi con lo stesso termine tutto il complesso sotterraneo; col termine cubiculum si definivano invece le camere sia sotterranee che subdiali. Le pila erano dei gruppi di defunti disposti in ordine verticale; fra le pila solitamente si seppellivano i bambini.
Due erano i tipi regolari di sepolcro: il loculo, una cavità rettangolare con il lato lungo a vista, e la tomba a forno (detta anche "a grotticella"), con il lato corto a vista. Ma più nobile era la tomba a mensa, con una nicchia arcuata detta arcosolium. L'illuminazione era assicurata da lucerne ad olio e dai lucernari, detti luminaria.
La toponomastica cimiteriale è caratterizzata generalmente dalle denominazioni di persone (come quelle di Priscilla o di Pretestato), da origini topografiche (ad duas lauros), da nomi di santi (sant'Agnese, san Pancrazio), oppure dall'anonimato o da nomi moderni (Santa Croce).

### Tombe dei martiri

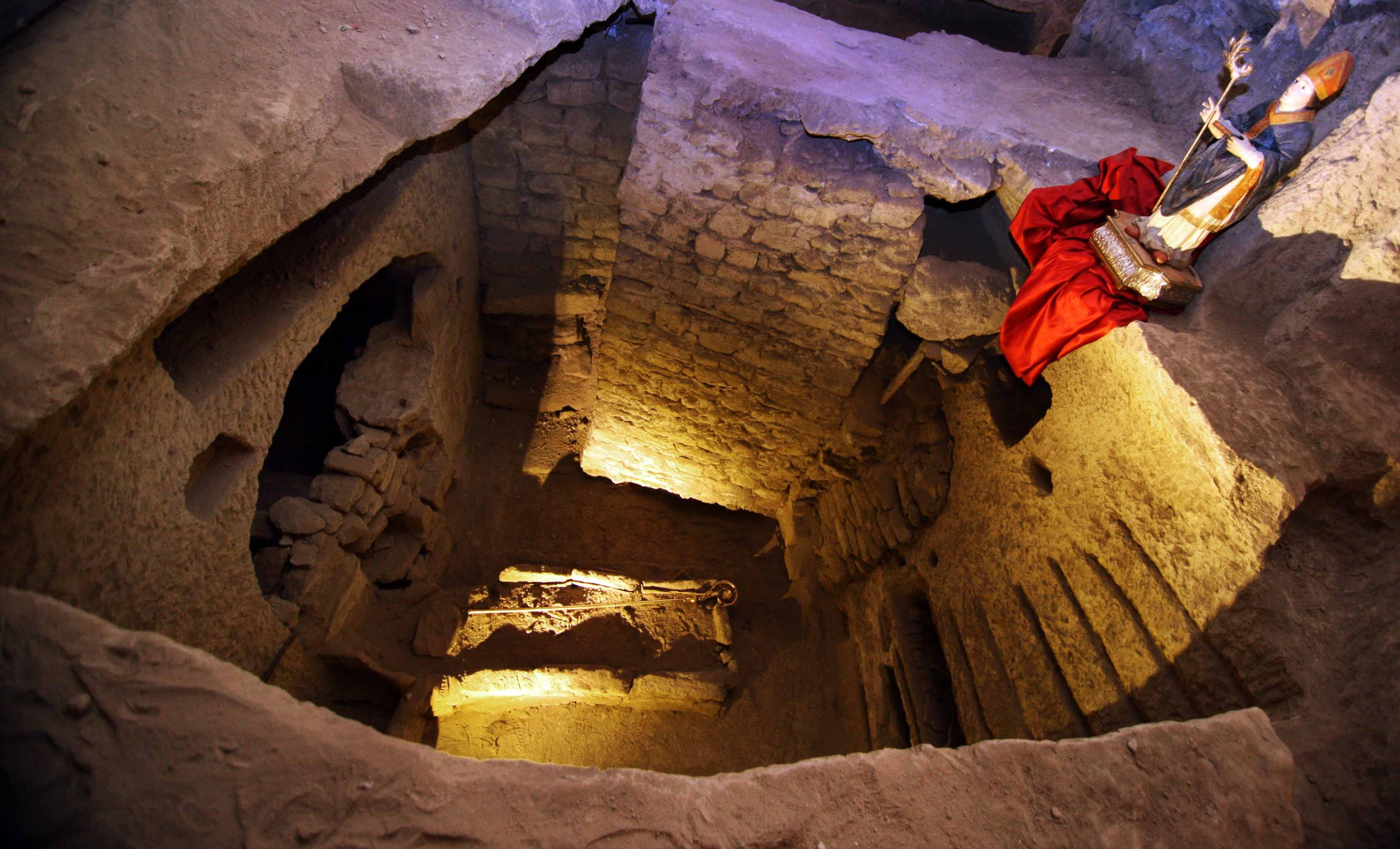
Catacombe san Gennaro a Napoli, tomba del Santo.

Per martyr (μάρτυρ [martyr] o anche μάρτυς [martys] in greco significa "testimone") s'intendeva colui che aveva reso testimonianza di Cristo fino al sacrificio della vita. Coloro che tuttavia confessarono la propria fede, ma si salvarono, furono chiamati confessor (ὁμολογητής, homologhetés). Inoltre si affermarono anche gli asceti, coloro che con virtù eroiche supplirono al martirio. Sono cinque gli elementi principali che identificano la tomba di un martire: la presenza di una cappella o basilica; un'iscrizione in situ o su un monumento; dei graffiti sull'intonaco, a testimonianza del fervore dei fedeli; la presenza di un altare consacrato; alcune pitture, scale aperte per i visitatori, lucernari. Un sepolcro si riconosce come quello di un martire solamente constatando l'evidenza di tracce antiche di una sicura venerazione.
La cura del sepolcro s'intendeva con l'arricchimento di doni e mantenendone l'integrità (si permettevano reliquie ex contactu); in Oriente invece molti corpi vennero traslati, soprattutto a Costantinopoli. A Roma non si può parlare di traslazioni prima di papa Onorio I (625-638), e di veri e propri movimenti con Teodoro I (642-649): nacquero così celebrazioni liturgiche e chiese dedicate agli stessi santi. Il culto cominciava con il giorno della morte, il dies natalis, o ἡμέρα γενέθλιος (heméra ghenéthlios), deponendone le spoglie in una semplice tomba, poi man mano arricchita con nuovi doni, con grandi lavori dopo la pace di Costantino.

### Organizzazione dei cimiteri
I fossores (o fossori) vengono così definiti per la prima volta nel 303; questi erano tenuti non solamente a seppellire i morti, ma anche a scavare le gallerie, gli ambienti e le tombe, nonché a decorarne le sepolture. Si suppone infatti che esistesse un corpo di operai specializzati. Gli attrezzi erano vari (di cui si conoscono diversi tipi, dalla raffigurazione nella figura di Diogene, nel cimitero di Domitilla): lampada, dolabra fossoria (piccone a due becchi di taglio e di punta), ascia, mazzuolo (martello per scalpello), scalpello, compasso, pala, groma (goniometro a traguardo). Inizialmente i fossori erano assimilati agli ostiari, custodi dei titoli e dei cimiteri: nel IV secolo, acquisendo sempre più importanza, si ritrovano ad un grado ecclesiastico superiore agli stessi ostiari. Questi vivevano di donazioni, ma in seguito seppero approfittare della propria posizione, ottenendo lauti guadagni scambiando privilegi. Dal pontificato di Sisto III (432-440) non si ha più notizia di compravendite di sepolcri, e probabilmente il clero riassume la responsabilità dell'amministrazione cimiteriale.
Primo provvedimento sull'organizzazione dei cimiteri fu di papa Zefirino, che alla fine del II secolo nomina Callisto tutore del cimitero della via Appia. Nel 240 papa Fabiano "regiones divisit diaconibus et multas fabricas per coemeteria fieri iussit" («divise le regioni tra i diaconi ed ordinò che venissero allestiti molti cantieri per la costruzione dei cimiteri»); dalla fine del IV secolo vi furono diverse ripartizioni: i praepositi, per le basiliche cimiteriali, i mansionarii, custodi delle basiliche minori, i cubicularii, per i sepolcri dei martiri. Con papa Damaso I (366-384) comincia un'epoca d'oro per i cimiteri cristiani di Roma, con lavori ed abbellimenti nelle cripte dei martiri. Dal 394, con l'affermazione definitiva del Cristianesimo con Teodosio I, la sepoltura sotterranea comincia ad essere tralasciata: si preferisce la sepoltura subdiale, meno dispendiosa. Inoltre le invasioni barbariche (il 24 agosto 410 Alarico entra a Roma) foriere di morte e distruzione, portarono a diverse traslazioni dei corpi dei martiri. Quando dal IX secolo fu permessa la sepoltura intra urbem, l'abbandono fu compiuto.

## Studi archeologici

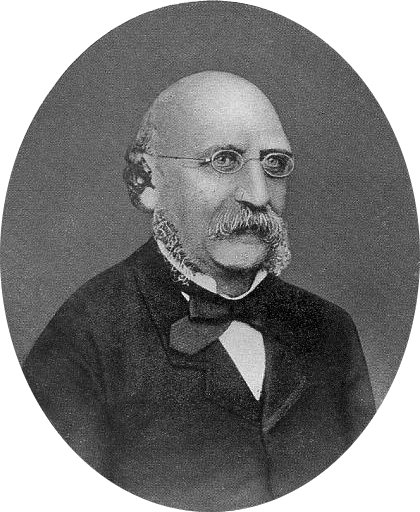
Ritratto di Giovan Battista De Rossi.

I primi studi sulle catacombe cristiane iniziano con Pomponio Leto, con la fondazione dell'Accademia Romana degli Antiquari nel XV secolo, con scopi relativamente poco scientifici. Andrea Fulvio dedica due libri ai cimiteri cristiani nelle Antiquitates Urbis del 1527, che ispirano Onofrio Panvinio a scrivere un piccolo trattato sulle antichità cristiane.
Il 31 maggio 1578 viene scoperto casualmente a Roma il Cimitero dei Giordani, e rinasce l'interesse per la materia. Ad opera di Ciacconio, pseudonimo di Alfonso Chacón, e Filippo de Winghe vengono copiate tutte le iscrizioni e le pitture dei monumenti durante il XVI secolo. Nel 1588 Pompeo Ugonio scrive una Historia delle stationi di Roma che si celebrano la Quadragesima, con diverse notizie sulle chiese e sullo stato dei monumenti dell'epoca; la scienza delle antichità cristiane si sviluppa con l'opera di Cesare Baronio (1538-1607), con i suoi dodici libri degli Annales ecclesiastici ed il Martyrologium Romanum ("Martirologio Romano"), e la Roma sotterranea di Antonio Bosio (1575-1629).
Ma il primo vero rinnovamento comincia con padre Giuseppe Marchi (1795-1860) con il suo Monumenti delle arti cristiane primitive, inaugurando molti criteri nuovi e scientificamente rigorosi: inoltre fu maestro di Giovanni Battista de Rossi (1822-1894), grande archeologo cristiano che realizzò la nuova Roma sotterranea cristiana fra il 1864 ed il 1877, istituendo poi il Inscriptiones christianes urbis Romae VII saeculo antiquiores (1861) ed il Bullettino di Archeologia Cristiana dal 1863. Fra i grandi del secolo scorso, si ricorda Joseph Wilpert, con le sue pubblicazioni su pitture e mosaici.

## Iconografia

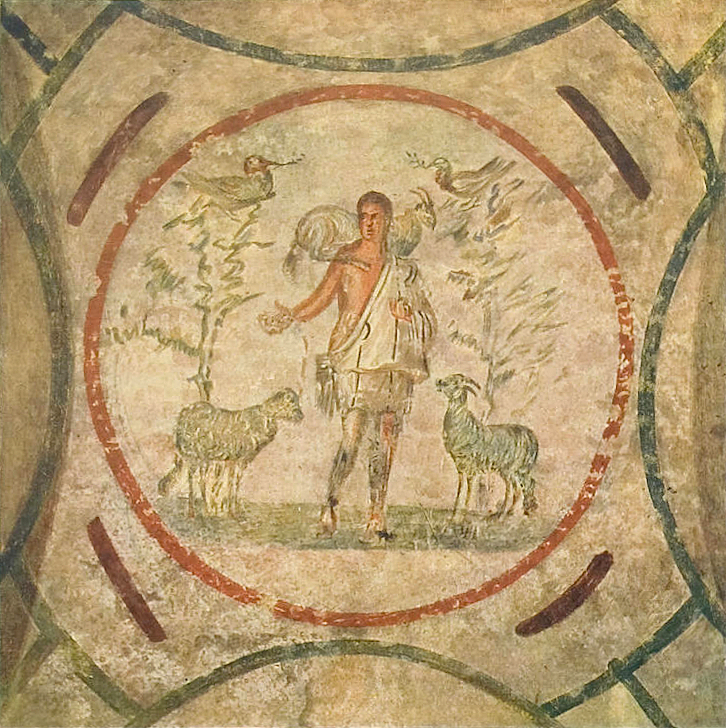
Immagine del Buon Pastore presso le Catacombe di Priscilla a Roma (seconda metà del III secolo).

Diverse sono le immagini rappresentate nei cimiteri; la decorazione delle catacombe, in genere ad affresco, presenta soggetti, tecniche e stili derivati dall'arte pagana, spesso reinterpretata secondo le nuove credenze. Ne sono un esempio il mito di Orfeo, mentre ammansisce le fiere, oppure Mercurio crioforo (trasformato dalla tradizione cristiana nel buon pastore). Mentre all'inizio si faceva uso in chiave decorativa o simbolica di soggetti come pesci, uccelli, rami di olivo, figure umane come ad esempio l'orante, successivamente a queste si aggiunsero scene tratte dall'Antico e Nuovo testamento.
Vi si trovano insomma rappresentati episodi salvifici desunti dalla tradizione biblica: Noè e il Diluvio universale (dalla Genesi); episodi della vita di Daniele, come Nabucodonosor II e i tre fanciulli tra le fiamme, Daniele nella fossa dei leoni, Susanna e i vecchioni (dal Libro di Daniele); episodi della vita di Giona, Giona gettato dai pescatori, inghiottito da un mostro marino, disteso sotto un albero (dal Libro di Giona); Mosè che fa scaturire l'acqua da una roccia (dal Libro dell'Esodo e dai Numeri); la resurrezione di Lazzaro (dal Vangelo di Giovanni).
Ma anche elementi tipici come il Buon Pastore, il pavone, la fenice, il filosofo (come vir sanctus che conosce i mezzi e gli strumenti per accedere nell'aldilà), che a volte è accompagnato da una virga, in funzione di taumaturgo.

## Epigrafia
Un'iscrizione si dice cristiana quando porta un segno evidente di Cristianesimo anteriore al V secolo, assumendo caratteri inconfondibili e specifici (quali caratteri di scrittura, riferimenti alla resurrezione dopo la morte, citazioni ed immagini bibliche, ed altro). Il materiale utilizzato era in gran parte marmo (per lo più bianco, ma anche granito bigio, pavonazzetto, alabastro, palombino e altri marmi colorati), con spessore vario in base alla natura: solitamente per le forme, dovendo reggere il peso delle persone, si utilizzavano pezzi particolarmente spessi. Inoltre venivano impiegati materiali quali la pietra (soprattutto per i cimiteri all'aperto), mosaici (perlopiù in Africa, ma anche ad Aquileia), tegole (a Roma ed in Africa), le tablai cioè tavolette lignee con iscrizioni variopinte (per i sepolcri copti), nonché oggetti in avorio, bronzo ed oro. Solitamente era un artigiano specializzato, il lapicida, ad operare sul materiale: tuttavia in moltissimi casi non possedeva una cultura sufficiente per scrivere in lingua corretta, e diffusamente si riscontrano alterazioni fonetiche e morfologiche proprie del vernacolo (ad esempio: e per ae, b per v, m e n soppresse, s per x, tutti elementi tipici della lingua volgaris o κοινή διάλεκτος [koiné diàlektos]); sono presenti anche omissioni di lettere o sillabe (haplographia), e altre volte delle aggiunte realizzate dall'artista per ovviare ad un errore; succede anche che la lastra venga riutilizzata ("epigrafe opistografa", ovvero scritta sulle due facce opposte). Altro genere epigrafico si considerano i graffiti, prodotti dai visitatori sull'intonaco delle pareti presso i sepolcri venerati.
I caratteri vengono classificati in base all'aspetto individuale e generico, in tre diversi generi: capitale (classificata in quadrata, lapidaria e monumentale, per il modulo quadrato in cui si può iscrivere la lettera, divisa poi in priscilliana, istriana e filocaliana, e actuaria, più inclinata verso destra ed utilizzata nei documenti ufficiali, distinta in elegante e rustica), onciale (tondeggiante, usata per tavolette cerate, pergamene e papiri), e corsiva (degenerazione della capitale, attestata in antica e recente). Le abbreviazioni si crearono per guadagnare spazio e tempo: si hanno per sospensione, trascrivendo le prime lettere della parola (con una sbarra trasversale), o per contrazione, cioè sopprimendo alcune lettere. Esistono anche degli abbreviamenti di contatto o assimilazione di elementi, detti nessi, da cui poi deriva il monogramma, distinto dai primi per l'intreccio e la disposizione metrica delle lettere; ne esiste una composizione semplice, con le lettere attorno o dentro alle lettere fondamentali; un secondo tipo, con le lettere intrecciate come nelle sigle; una forma molto comune, quella del monogramma di Cristo con le sue varianti (monogramma col solo nome di Cristo: monogramma costantiniano o eusebiano o chrismon, croce monogrammatica; monogramma coi due nomi; monogramma col solo nome di Gesù). Inoltre altra forma di abbreviazione utilizzata era la psefia, ossia un crittogramma che attraverso i numeri esprimeva lo stesso concetto della parola; se due parole hanno identico valore numerico sono dette isopsefiche. La punteggiatura nacque per distinguere le parole troppo vicine, già dall'epigrafia pagana: punto tondo, triangolare e quadrato, foglia d'edera (cosiddetta hedera distinguens), palmetta, crocetta, piccola freccia, lettera dell'alfabeto. Molto rari sono i casi di accenti, sulle vocali lunghe (apex) e sulle consonanti per indicare raddoppiamento (sicilicus). Molte iscrizione inoltre si confondevano per l'uso di scrivere latino in lettere greche e viceversa.

### Iscrizioni funerarie in prosa
Un'iscrizione è la risultante di due o più nuclei concettuali; ogni espressione epigrafica si dice formula, ossia un concetto dichiarato in una particolare maniera con carattere stilistico, foriero di un'indicazione cronologica. Come i Romani, anche i Cristiani utilizzavano i cosiddetti tria nomina (praenomen, nomen, cognomen) ma molti sono anche i casi di nomi unici; non è attestata un'onomastica tipicamente cristiana fino al IV secolo, tanto che sono riportati nomi di origine pagana fino in epoca tarda. Nomi cristiani sorsero con l'usanza di battezzare i fanciulli con nomi di adozione, a volte mediati con quelli originari attraverso un nesso.
Fondamentale era anche l'indicazione degli anni vissuti, a volte completata dal numero di mesi e giorni, e a volte (per i bambini) di frazioni di ore, a volte invece approssimata con la formula plus minus, siglata in P.M. o altre formule, altre volte ancora accompagnata dall'anno di nascita, di matrimonio o di vedovanza. Ricorrono anche titoli di merito (come martyr e confessor), altri liturgici, onorifici o cultuali (sanctus e beatus). Le indicazioni di morte possono essere o formule di passaggio o d'introduzione. Il primo, un elemento naturalmente cristiano, vede il dies natalis nella data di morte, non nel giorno della nascita terrena; inoltre si preferisce l'utilizzo di un formulario che esprima il senso di riposo della tomba.
Nel secondo è vivo il senso di depositio ("in pace"), ossia di custodia temporanea, con cui si indica particolarmente il giorno di morte e semmai i giorni trascorsi per la sepoltura. Il calendario utilizzato era solitamente quello comune romano, il calendario giuliano; nei casi delle epigrafi cristiane in greco, a volte si faceva uso di computi cronologici locali, come il calendario macedone o il copto; altri ancora segnavano il nome dei giorni in base alla menzione del Natale o della Pasqua, o di particolari notazioni astronomiche. I modi di numerazione erano le cifre romane per i latini e le lettere dell'alfabeto greco per gli orientali, con le dovute eccezioni (IIII al posto di IV, l'episema al posto del VI); alcune volte i giorni venivano conteggiati senza essere trasformati in mesi, e viceversa.
Le datazioni, minime rispetto al patrimonio epigrafico, avvenivano citando i consoli e gli imperatori (sistema più diffuso, di facile interpretazione fino al 306, poi dal 541 si nomina il solo imperatore) oppure secondo una cronologia regionale (in ere, come l'ispanica, la mauritana, o con l'indictio, ciclo di quindici anni numerati progressivamente dal 297 per opera di Diocleziano). Altre volte venivano citati gli anni di regno di un monarca locale, oppure del vescovo o di un pontefice.

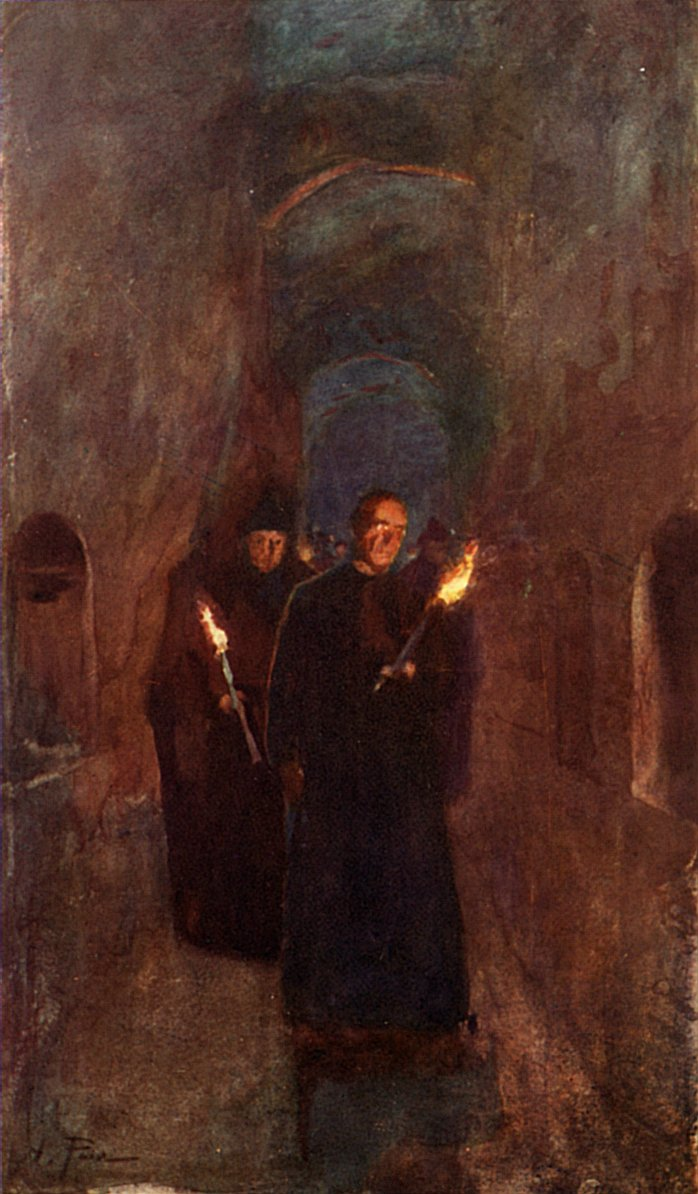
Una processione nelle catacombe di San Callisto, Illustrazione di Alberto Pisa, 1905

### Formule particolari
Fra le formule epigrafiche particolari si ricordano: le acclamazioni, che perdono il senso lugubre pagano e si trasformano in augurio; gli auguri di pace, non solamente riferiti al sepolcro (domus aeternalis), ma anche dedicati alla felicità celeste; il refrigerium (ἀνάψυξις, anàpsyxis), ossia l'augurio di partecipazione al convito celeste, simboleggiato da una colomba nell'atto di suggere; le acclamazioni di vita in Cristo, auspicio di soggiorno dell'anima in Cristo; le formule desunte dal formulario pagano, quali forme di addio e pensiero che nessuno è immortale; le orazioni, come invocazioni dell'intercessione o dell'intervento; le preghiere per il defunto, molto simili alle acclamazioni; le invocazioni dei viventi al defunto, affinché interceda per loro, generalmente brevi composizioni; le preghiere del defunto ai viventi e al Signore, che attestano la continuità della vita terrena in quella celeste; dai viventi a proprio vantaggio, di cui molti sono graffiti lasciati dai pellegrini; sacramenti; battesimo e cresima, poiché riti d'iniziazione, espressioni piuttosto velate (disciplina arcani).
La più celebre è certamente il Cippo di Abercio, dal nome dell'omonimo vescovo di Ierapoli, in Frigia, già noto dall'agiografo bizantino Metafraste, e che si considerava vissuto sotto Marco Aurelio (161-180) e sarebbe stato l'evangelizzatore dell'Asia Minore, e tornato a Geropoli avrebbe scritto un epitaffio a ricordo del suo apostolato. Nel 1882 l'archeologo William Ramsay scopre in Asia Minore l'iscrizione di un tale Alessandro del 216, i cui primi tre versi erano copia dell'iscrizione di Abercio. Continuando le ricerche, presso le terme di Geropoli si ritrovarono l'anno successivo due frammenti del cippo di Abercio, poi donati a Leone XIII ed ora conservati al Museo Lateranense; il testo, già conosciuto tramite i codici, confermò la datazione aureliana e la missione apostolica narrata dalle cronache.

### Epigrafia metrica
Dopo la pace della Chiesa aumentarono le iscrizioni a carattere non funerario, soprattutto grazie al concomitante sviluppo del culto dei martiri. Diffusa è la versificazione in acrostici, già comuni in epoca arcaica. Il metro impiegato solitamente era l'esametro o il distico elegiaco, e molto meno diffusi il senario e il saffico; a volte ne veniva utilizzato diversi nella stessa composizione. Damaso, pontefice (366-384) nato in Spagna ma formatosi a Roma, diede grande impulso al culto dei martiri, tanto da divenire patrono dell'archeologia cristiana nel 1926 con Pio XI. Benché pesante nel metro, di facile ripetizione, imitazione insistente degli autori classici, fu tuttavia un grande comunicatore, che ha avuto anche il merito di non alterare le notizie storiche del suo tempo. Il suo calligrafo, Filocalo (già autore della Depositio Martyrum), creò l'omonimo carattere di struttura rettangolare e con aste di forte spessore alternate a sottili, con un sensibile gioco di chiaroscuro, con degli speciali apici ricurvi all'estremità di ciascuna asta: delle 77 iscrizioni damasiane, una ventina gli sono attribuite fra il 370 ed il 380 circa. Molti emularono il pontefice, che realizzarono elogi di santi, epitaffi ed iscrizioni.

### Iscrizioni storiche
Si tratta di tutte quelle iscrizioni che riguardano la genesi e la storia dei monumenti, gli avvenimenti della Chiesa, la liturgia, le reliquie, le donazioni, i voti, l'attività artistica e culturale della comunità. Di solito erano poste in luoghi accessibili al popolo, ma ci furono anche molte eccezioni. Il marmo è il materiale più utilizzato, seguito anche da composizioni musive; il formulario attinge dalla Bibbia, e soprattutto dai Salmi. Relativamente agli edifici sacri, le iscrizioni storiche riguardavano la fondazione e i lavori negli edifici di culto (contenenti il nome di chi ha voluto la costruzione, ne ha sostenuto le spese o ne è stato l'artefice), iscrizioni parenetiche (preghiere rivolte ai fedeli, a Dio, a Gesù, ai santi per invocare favore o protezione), iscrizioni esegetiche (per illustrare le rappresentazioni figurate, ottime per la decifrazione) e di consacrazione e dedicazione degli edifici sacri. Anche i sacramenti vengono affrontati, come anche i dogmi, soprattutto sulla divina maternità di Maria e il primato del pontefice romano. Come i Romani, si realizzano incisioni a ricordo di editti, donazioni e privilegi. Diffuse erano anche trascrizioni di versi biblici e salmi, nonché iscrizioni eortologiche hanno lasciato informazioni sulle deposizioni dei martiri e il loro dies natalis. Le iscrizioni di reliquie si trovano di norma sui reliquari o sull'altare, con informazioni precise sul culto del martire. Diffusissime erano anche le iscrizioni votive, per una donazione o lo scioglimento di un voto.

### Iscrizioni su piccoli oggetti
Molti erano gli oggetti caratterizzati da scritte: anelli, gemme, sigilli, fibule, pettini, aghi, bicchieri, piatti, lampade, teche, recipienti per liquidi, lamelle, piastre, collari, encolpi, pettorali, amuleti, oggetti di vetro, mattoni, anfore, tegole.

## Fonti
Le fonti principali sulle catacombe sono distinte in due classi: monumentali, cioè da testi diretti, e letterarie, ossia trascrizioni indirette. Fra le risorse più comuni si ricordano la Bibbia, i Vangeli canonici, gli Atti e le Lettere degli Apostoli. Altre fonti importanti sono la "Didaché" (Διδαχὴ τῶν δώδεκα ἀποστόλων, Didaché tôn dōdeka apostòlon), una raccolta di prescrizioni di carattere morale, liturgico e disciplinare, e la cosiddetta "Tradizione apostolica" (Ἀποστολικὴ παράδοσις, Apostoliké paràdosis), una serie di regole per gli ordini ecclesiastici, l'eucaristia e il battesimo.

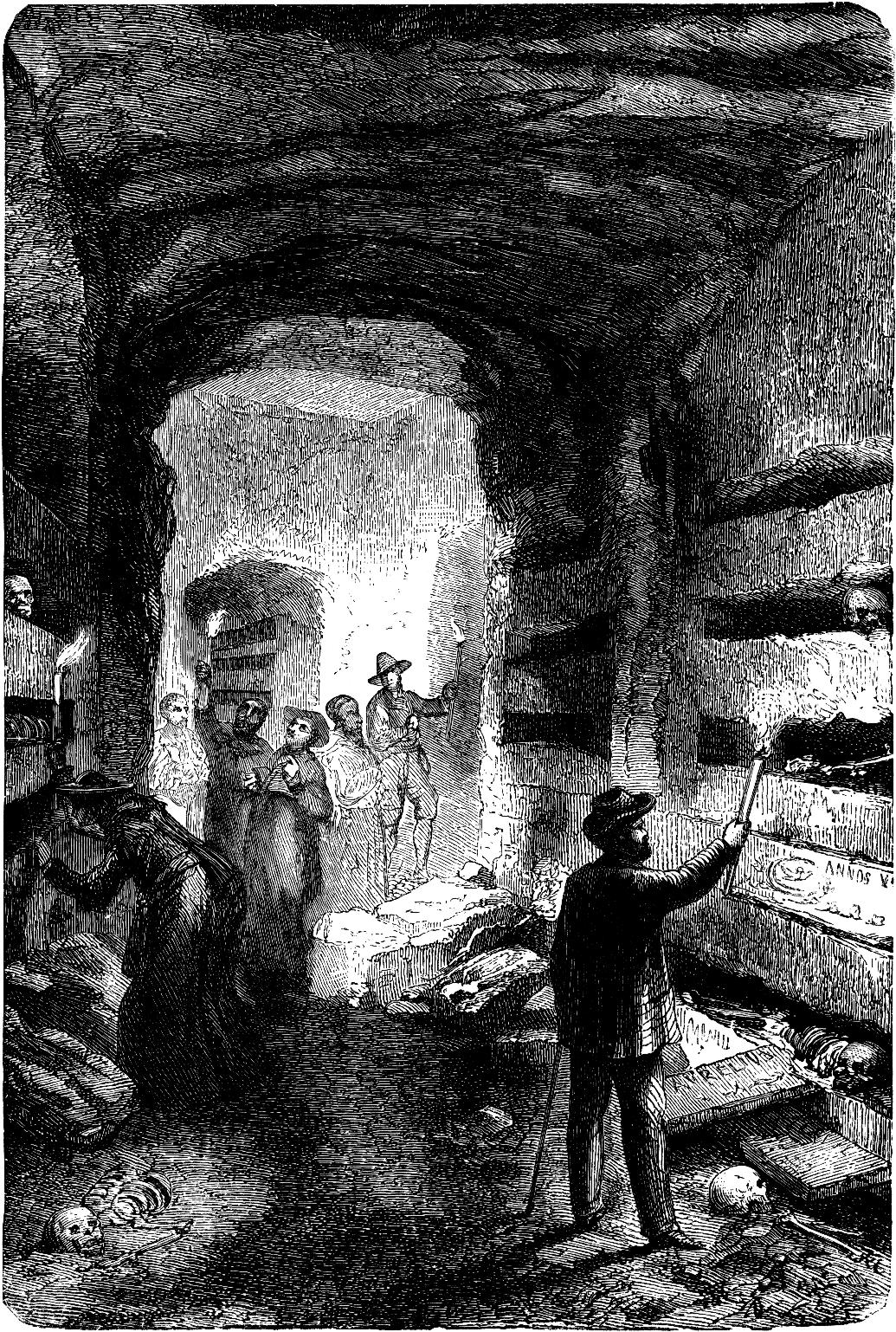
Charlotte Mary Yonge, Young Folks' History of Rome.

### Letterarie
Una serie di scritti aiutano a ricostruire la storia delle catacombe cristiane: i padri apostolici, ossia coloro che ebbero rapporti con gli apostoli), di cui si ricordano Clemente (Lettera ai Corinti), sant'Ignazio (Lettera ai Romani), san Policarpo (Lettera ai Filippesi). Si menzionano anche gli apologisti greci del II secolo: san Giustino, sant'Aristide, sant'Apollinare. Fondamentali anche gli scritti antieretici dello stesso secolo, fra cui Sant'Ireneo di Lione (Adversus haeres, sul primato papale) e la Lettera a Diogneto, testo sulle verità cristiane destinate ad un pagano. Inoltre vanno citati anche gli scrittori cristiani del III e IV secolo: Tertulliano (Ad Nationes e Apologeticum, sulle prime comunità cristiane), Minucio Felice (Octavius, sui preconcetti verso la nuova religione), sant'Ippolito di Roma, Origene Adamantio, Clemente Alessandrino, san Cipriano di Cartagine (De lapsis sui lapsi, e De ecclesiae unitate sulla Chiesa africana), Eusebio di Cesarea (Storia Ecclesiastica, dieci libri andati perduti, e la Vita Constantini), sant'Ambrogio (De mysteriis, De paenitentia, i Discorsi e le Lettere, con informazioni utili sulla vita dei martiri), san Girolamo, papa Damaso I, e sant'Agostino.
Anche da molti scritti apocrifi si conoscono molte notizie sulla vita delle catacombe cristiane, come dai Vangeli dell'Infanzia del Signore, gli Acta Petri e gli Acta Pauli, nonché in generale gli Atti dei martiri (Acta martyrum). Gli acta era gli atti giudiziari dei processi contro i martiri, di cui il Martyrium Policarpi è più antico, composto sotto forma di lettera, mentre l'Acta martyrium Sillitanorum è il primo documento in latino. Altre informazioni giungono dalle Passiones martyrum, racconti a volte fantasiosi sul culto dei martiri.

### Monumentali

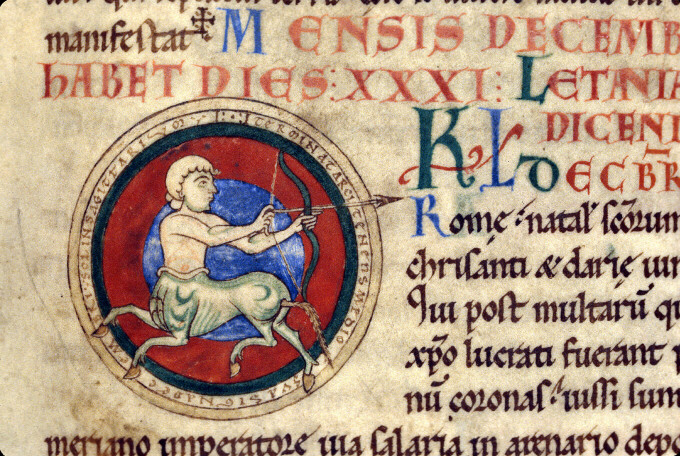
Martirologio proveniente da Digione, in Francia.

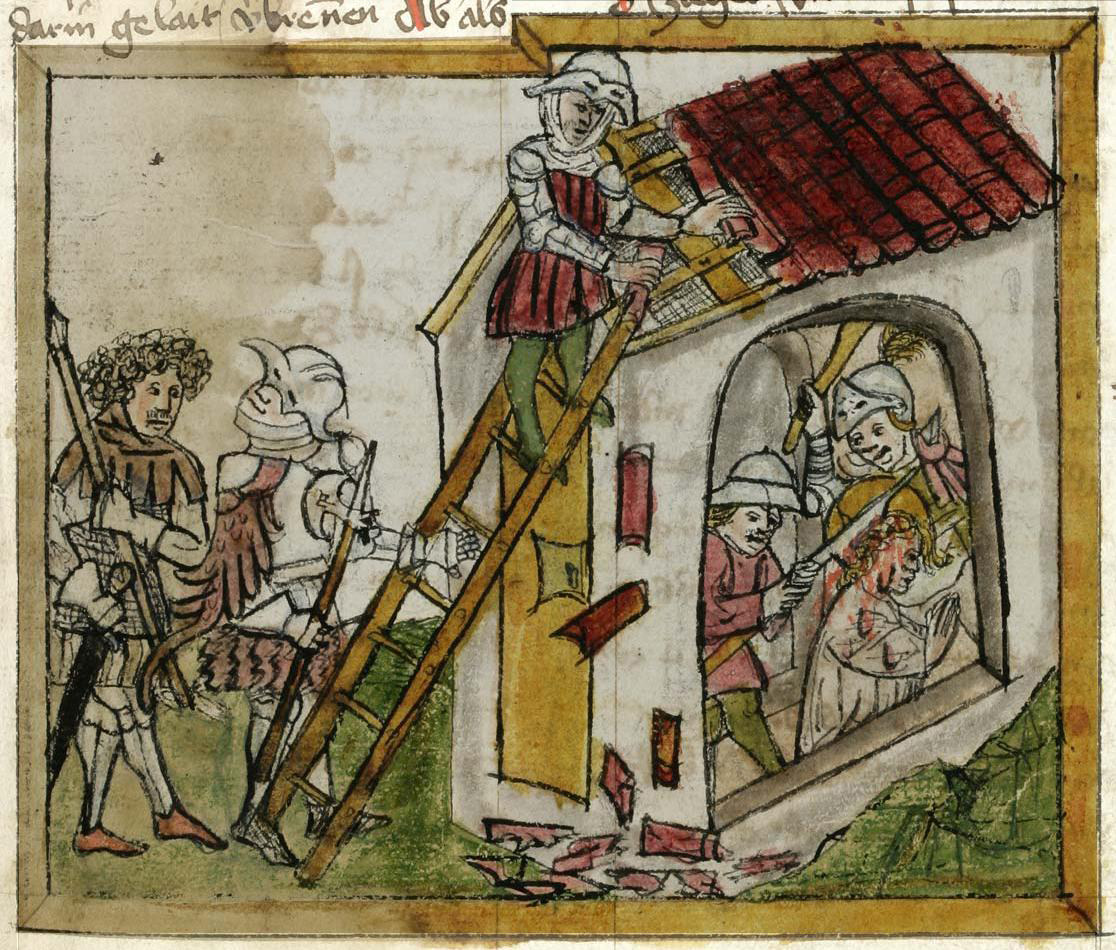
Martirio di Wiborada, Stiftsbibliothek, San Gallo, in Svizzera.

Fra le fonti monumentali si citano i Calendari, almanacchi con il dies natalis e la depositio di ogni martire; il Cronografo del 354, ad oggi il più noto, è detto anche Filocaliano dal compilatore Furio Dionisio Filocalo, segretario di papa Damaso I, o Bucheriano dal padre gesuita che lo pubblicò nel XVII secolo. Il Cronografo contiene anche la Depositio episcoporum, con l'elencazione dei papi dal 254 al 352, e la Depositio martirym, con una lista di martiri dalla prima metà del III secolo.
Le prime citazioni delle parole "sanctus" e "martyr" si fa riferimento al Martyrologium Carthaginiense, mentre altre informazioni sulla vita dei santi e la loro sepoltura si ritrovano nei Calendari di Napoli, dell'847, quello di Oxirinco, datato al 535, e l'Irlandese (IX secolo), con notazioni minori in quelli di Montecassino e di Spagna. I martirologi erano delle raccolte di dati sulla morte e sul luogo della deposizione dei martiri; il più antico è il Martirologio siriaco, mentre il più rilevante è certamente il Martyrologium Hieronymianum, da cui dipendono tutti i martirologi storici posteriori. Tuttavia, è il Martirologio Romano (Martyrologium Romanum), revisionato da Cesare Baronio per Gregorio XIII nel 1582, l'elenco ufficiale dei martiri della Chiesa cattolica.
Per conoscere la tradizione religiosa sono fonti eccellenti anche i sinassari, libri destinati alla liturgia quotidiana, con un santo per ogni giorno ed ogni chiesa. I menei erano degli elenchi agiografici mensili, corredati da canti sacri, mentre i menologi trattavano la vita dei santi accompagnati da inni per le loro festività. I typica erano altri elenchi di celebrazioni festive, ma relative alle festività nei santuari, di cui il più antico conosciuto è quello di San Saba. Altri scritti eccellenti sono i sacramentari, cioè raccolte di iscrizioni mobili per la liturgia, i cataloghi di pontefici e vescovi, fra cui il fondamentale Liber Pontificalis, con le biografie dei pontefici da san Pietro a Martino V (1431) scritte da papa Damaso I o forse da un anonimo (le notizie dal pontificato di Anastasio II sono confermate), ed il Gesta Episcoporum Neapolitanorum, un altro catalogo dei pontefici romani fino a Milziade e con tre liste di vescovi locali. Gli itinerari erano vere e proprie guide per i pellegrini, con importanti notizie sulla storia ecclesiastica; si ricordano il De locis sanctis martyrum quae sunt foris civitatis Romae, del VII secolo; la Notitia ecclesiarum urbis Romae, risalente alla seconda metà del VII secolo, con una trascrizione molto accurata, e che presenta un giro inverso rispetto al De locis; infine l'Itinerarium Burdigalense, del IV secolo, descrivente un viaggio da Bordeaux (da cui il nome) a Gerusalemme, compreso il ritorno per Roma e Milano. Tra i cosiddetti cataloghi vanno menzionati l'Index coemeteriorum vetus, del VII secolo circa, ed il Notula de olea ss. Martyrum qui Romae in corpore requiescunt, realizzato a Monza, sugli oli raccolti nei sepolcri dei martiri. Le sillogi erano delle raccolte di iscrizioni cristiane, prima trascritte per devozione, poi per l'insegnamento della scrittura.

## Riti e credenze

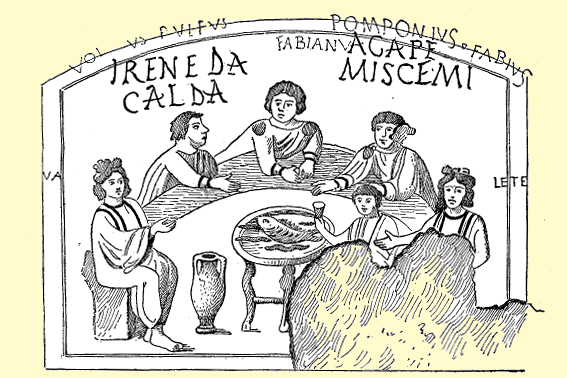
Rito dell'agape su un'iscrizione delle Catacombe dei Santi Marcellino e Pietro a Roma.

Dalla tradizione pagana risalgono moltissimi elementi, soprattutto di superstizione, rimasero anche nella cultura cristiana: i Romani usavano bagnare la terra con latte e vino, offrendo cibo, curando piccoli giardini, e decorando la tomba con affreschi o intrecci di piante. I confrequentantes si riunivano periodicamente (in occasione dei parentalia) sul luogo con banchetti (detto epula) e libagioni rituali. Il refrigerium diveniva presso i Cristiani, mantenendo comunque il significato classico di sollievo mediante un pasto, sinonimo di riposo e pace: scopo precipuo dell'agape è quello di giovare all'anima del defunto. In seguito alla pace della Chiesa il convitto finisce per snaturarsi. Diverse sono le superstizioni che si mantengono fra il popolo, benché cristianizzato: l'uso di bagnare la terra con vino, e poi quello di spargere odori ed oli, fiori (inizialmente malvisto perché segno di culto idolatrico, poi ammesso dal IV secolo), e costruire cattedre cimiteriali destinate alle anime dei defunti. A volte si trova l'invito a non trattenersi davanti al loculo, per timore di malocchi o cattivi auguri. Molto diffusi erano anche gli amuleti (chiodi, zoccoli, campanelli, lamine, invocazioni), poi tramutati in simboli cristiani: ciò spiega la continua presenza di simboli tipicamente cristiani anche dopo la pace costantiniana nel 313.

## Località

### Roma e Lazio

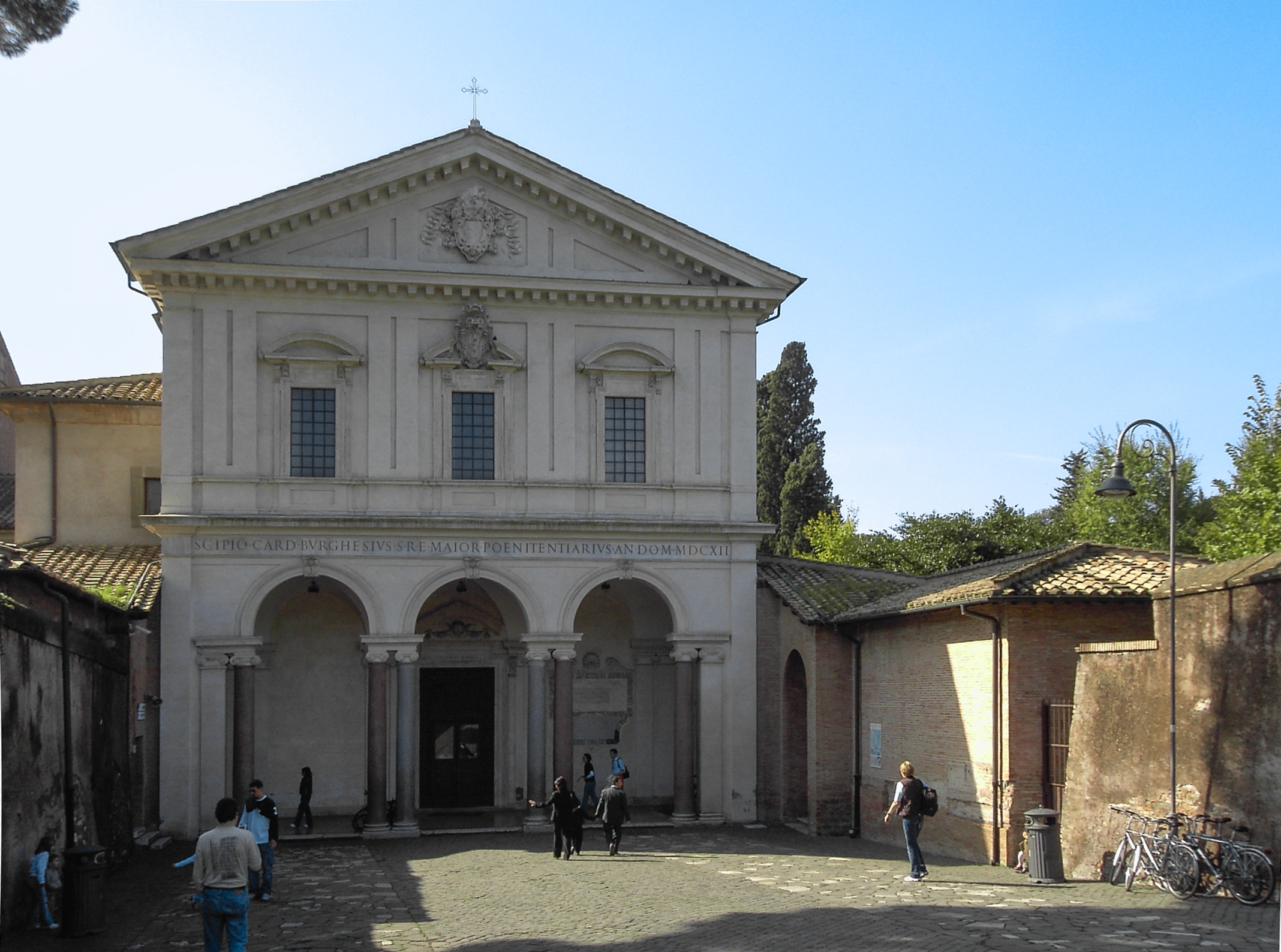
L'ingresso delle catacombe di San Sebastiano.

La città di Roma è il luogo dove sono state concentrate maggiormente le catacombe cristiane (anche se vi sono due esempi di catacombe ebraiche). Anche se collocate all'esterno delle mura cittadine, oggi gran parte di esse sono integrate nel nucleo urbano. La più importante e celebre è quella di San Callisto, costruita da papa Callisto e ristrutturata da Damaso, dove sono conservate diverse tombe di papi e martiri, compresa quella di santa Cecilia. Si ricordano anche le Catacombe dei Santi Marcellino e Pietro e quelle di San Sebastiano, fra le più antiche: queste ultime sono quelle maggiormente in uso nel tempo, tanto che il primo livello è ormai scomparso a causa delle continue frequentazioni. Molto affascinanti sono le Catacombe di Priscilla, situate in gran parte sotto la zona di Villa Ada, presentano alcuni degli affreschi cristiani più antichi, fra cui la prima rappresentazione dei Re Magi e dell'Ultima Cena.
Numerosi cimiteri antichi cristiani esistono anche nel Lazio, soprattutto nei dintorni di Roma. In diversi casi ospitarono tombe di martiri, testimoniando una diffusione del Cristianesimo in queste zone già in epoca precedente all'editto di Costantino del 313. Sono spesso di dimensioni complessive inferiori, ma per la buona qualità del tufo in cui sono scavate possono presentare gallerie molto ampie, ma spesso ad andamento irregolare, in quanto scavate per brevi tratti successivi, a seconda delle necessità. I loculi, di forma irregolare, a volte sono chiusi da muretti in mattoni, poi intonacati all'esterno. La maggiore frequenza di cappelle familiari, a volte monumentalizzate con decorazioni intagliate nel tufo sembra suggerirne l'utilizzo da parte di ceti sociali superiori. Tra le circa cinquanta catacombe laziali conosciute, non tutte oggi accessibili, si ricordano quella di Santa Cristina a Bolsena, di Santa Savinilla a Nepi, di Santa Teodora a Rignano Flaminio, di Santa Vittoria a Monteleone Sabino (detta Trebula Mutuesca), di Colle San Quirico a Paliano, ad decimum sulla via Latina a Grottaferrata, di Sant'Ilario ad bivium presso Valmontone, e di San Senatore ad Albano Laziale.

### Italia

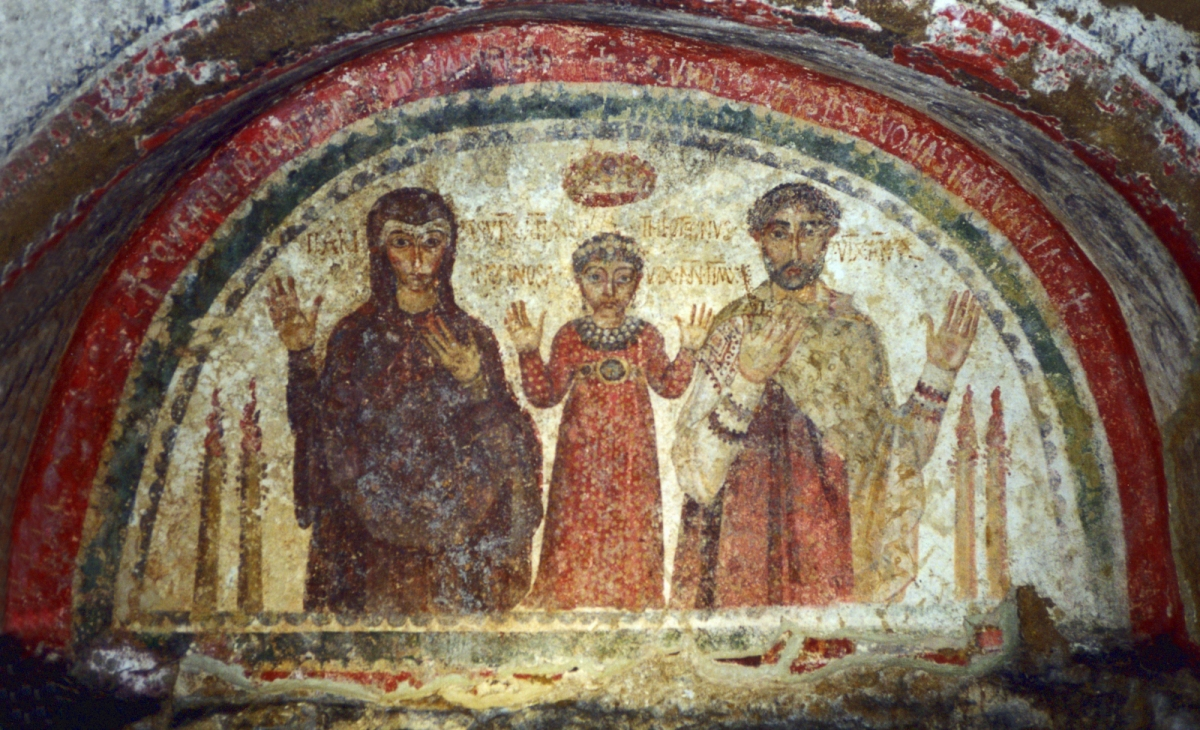
Affresco nelle catacombe di San Gennaro, Napoli.

Nell'Italia settentrionale sono presenti diversi cimiteri sotterranei, anche se in gran parte devastati dalle invasioni successive. Fra le maggiori si ricordano quelle di Iulia Concordia (oggi Concordia Sagittaria), scoperta nel 1876 e composta da più di duecento lapidi relative perlopiù a militari defunti. In Toscana a Chiusi, nella Valdichiana senese, sono state rinvenute due catacombe, una scoperta nel corso del XVII secolo (1634) dedicata a Santa Mustiola, l'altra scoperta casualmente nel corso del 1848 durante dei lavori nei campi, dedicata a Santa Caterina d'Alessandria. La catacomba di Santa Mustiola, che si fa risalire al III secolo, è articolata in una serie di gallerie che si affacciano su due arterie principali, con le pareti segnate da iscrizioni, simboli e segni. La catacomba di Santa Caterina d'Alessandria risale, invece, al II o al III secolo ed è composta da due ipogei pagani di più antica datazione, poi sfruttati dalle comunità paleocristiane, fino al IV secolo. Nella zona di Classe, nei pressi di Ravenna, sono quattro gruppi cimiteriali: San Severo, Eleucadio, Probo e Sant'Apollinare, tutte risalenti agli inizi del III secolo. Altri esempi sono stati riscontrati ad Aosta, identificata nel 1939 e risalente probabilmente al V secolo, a Finale Ligure, con una basilica a tre absidi ed alcune tombe all'interno, ed un'altra sotto la Chiesa di Santa Felicita a Firenze, sempre del V secolo.

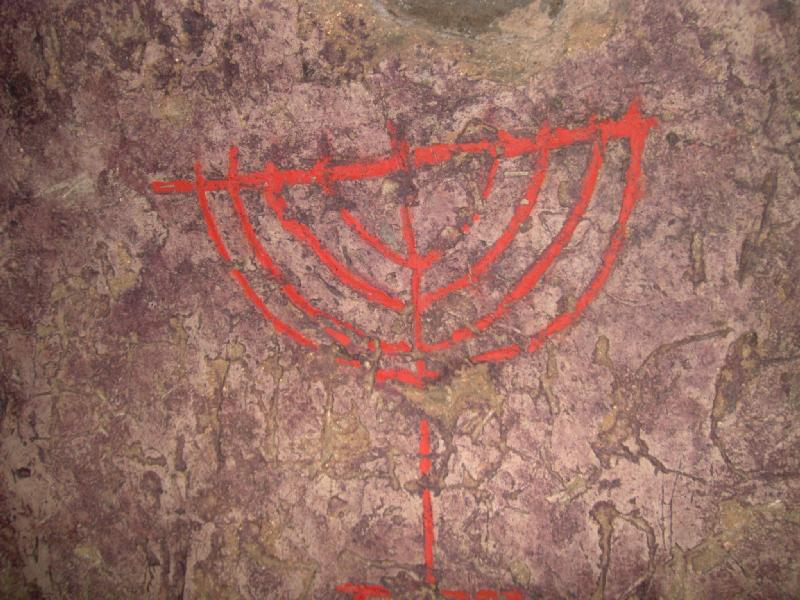
Raffigurazione di una chanukkiyah nelle catacombe ebraiche di Venosa, Basilicata.

Nel resto d'Italia sono presenti altre catacombe molto celebri: numerose sono quelle napoletane, le più famose delle quali sono le quattro dedicate a San Gennaro, San Gaudioso, Sant'Eufebio e San Severo. Se le ultime due non mostrano grande rilevanza, la più importante e la più estesa è quella di San Gennaro, realizzata sulla collina di Capodimonte, con due piani sovrapposti ed un ipogeo del II secolo. In Campania si conoscono anche a Teano (Catacomba di San Casto), anche se di epoca tarda, a Capua, a Calvi e a Prata di Principato Ultra (AV). In Basilicata sono da menzionare le catacombe ebraiche di Venosa, in provincia di Potenza, scoperte nel 1853 e considerate dall'ebraista Giancarlo Lacerenza come il "miglior spaccato della società ebraica meridionale tra tarda Antichità e alto Medioevo".
In Puglia sono da menzionare le catacombe di Santa Sofia a Canosa di Puglia.
Inoltre in Calabria è ormai accertata la presenza di una necropoli sottoterra nella cattedrale di Tropea, con numerose iscrizioni. Le catacombe siciliane sono abbastanza rilevanti, soprattutto a Siracusa, seconde per estensione solamente a quelle romane: le parti più antiche sono riconducibili al III secolo, con una vastissima serie di ipogei. Altri complessi si trovano a Trapani, a Castellammare del Golfo (Catacombe della Chiesa del Purgatorio), a Messina, a Palermo (Catacomba di Porta d'Ossuna, Catacomba di Villagrazia di Carini) e ad Agrigento (Catacomba Fragapane). Le catacombe di Sant'Antioco in Sardegna furono ricavate scavando gallerie che misero in comunicazione ambienti di preesistenti tombe ipogeiche a camera di epoca punica: queste erano infatti isolate tra loro e destinate essenzialmente ad uso familiare, o comunque relative ad una ristretta cerchia, al contrario delle catacombe, che erano destinate all'intera comunità dei fedeli.

### Europa

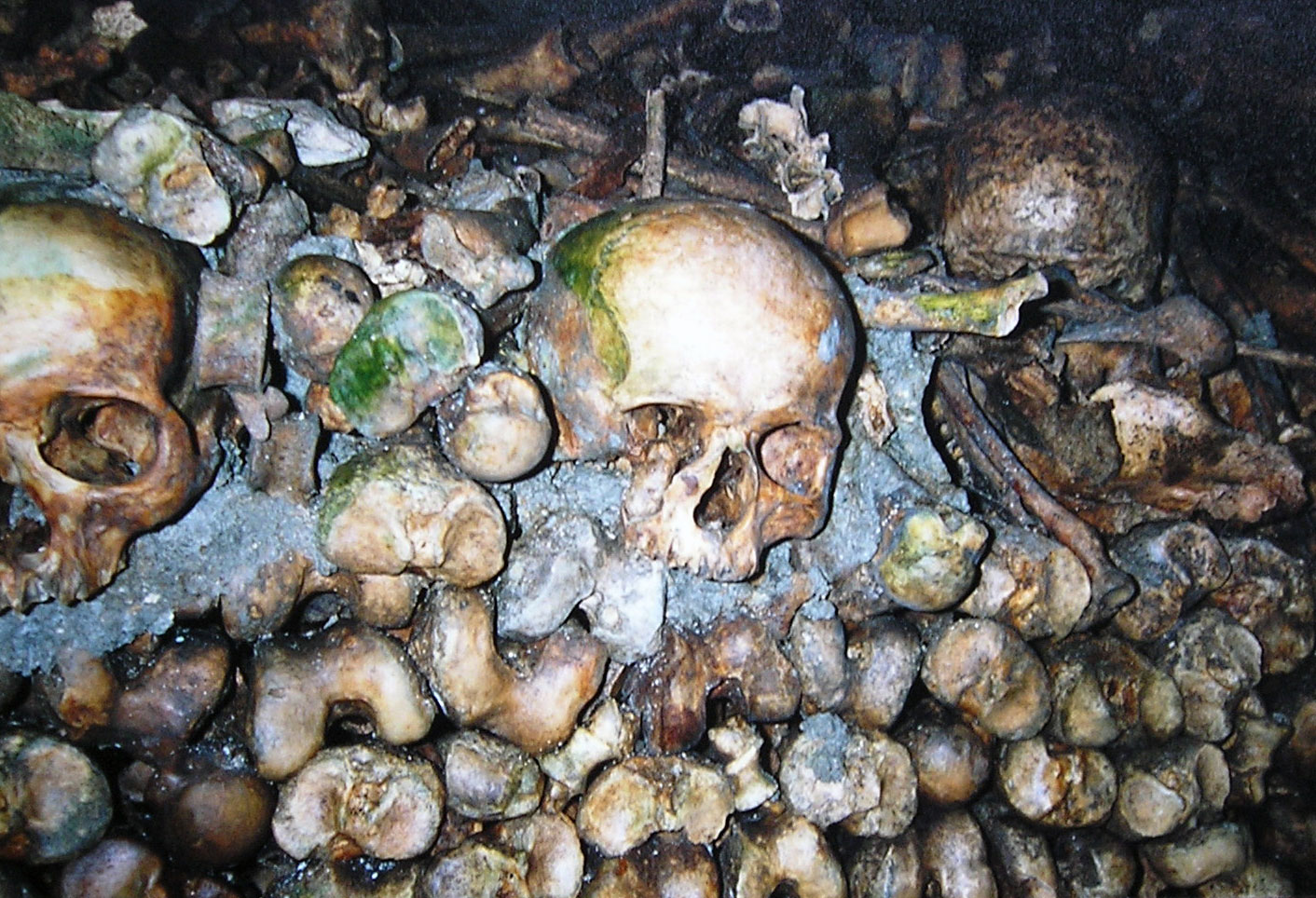
Le catacombe di Parigi.

Vi sono molti esempi di catacombe nel continente europeo. A Malta sono presenti catacombe affini a quelle siciliane, anche se non così estese: si tratta perlopiù di ipogei, con alcuni elementi locali. A Colonia, in Germania, si conoscono tre cimiteri sopra terra (San Severino, Sant'Orsola e San Gereone), mentre quali quelle di Parigi in Francia, e di Treviri in Germania. Inoltre ne esistono anche in Spagna, Grecia, Anatolia ed Africa settentrionale.

## Ambientazioni
Le catacombe sono intese nell'immaginario collettivo come luoghi pieni di mistero e di fascino. Indubbiamente la posizione sotterranea di questi cimiteri e la tradizione che li vuole legati alla persecuzione dei cristiani, oltre che al mistero dell'oltretomba, ha sempre costituito un'ottima location per film e racconti di ogni genere.
- Un esempio di tale fascinazione di origine romantica lo si trova in musica, nel ciclo dei Quadri di un'esposizione di Modest Petrovič Musorgskij. L'ottavo dei dieci brani del ciclo s'intitola Catacumbae (sepulcrum Romanum) ed è ispirato però da un quadro di Viktor Hartmann ambientato nelle catacombe di Parigi: in esso l'autore filtra la propria ispirazione (simboleggiata dal leitmotiv della Promenade) in atmosfere lugubri e funeree.
- Parte delle avventure dei videogame di Lara Croft sono ambientate in alcune catacombe, e anche Indiana Jones nel film "Indiana Jones e l'ultima crociata" (1989) a Venezia si avventura in alcune catacombe di fantasia sottostanti la Chiesa di San Barnaba riadattata nella finzione cinematografica a biblioteca.
- Nel film "La mandragola" (1965), Totò e Fra' Timoteo scendono in una catacomba, anche se questa scena non era stata aggiunta inizialmente nel film;
- In "Mission: Impossible III" (2006) i protagonisti giungono dentro il Vaticano passando attraverso alcuni antichi condotti sotterranei.
- Nel romanzo storico In territorio nemico, il protagonista Matteo Curti e il contrabbandiere Zumpata incontrano i propri contatti romani nelle catacombe dei santi Pietro e Marcellino.
- Fra i diversi fumetti che utilizzano come ambiente per particolari episodi le catacombe, si ricorda anche l'albo a fumetti di Martin Mystère intitolato Catacombe! (n. 135, giugno 1993) ed ambientato nelle catacombe di Roma.
- Il 7 luglio 2007 è stato distribuito nelle sale italiane il film Catacombs - Il mondo dei morti, ambientato nelle catacombe parigine.